# Вівчарик Марія Степанівна
Марія Степанівна Вівчарик (до шлюбу Ластівка, псевдо: «Скеля»; 21 липня 1925, с. Кривеньке, нині Чортківський район, Тернопільська область — 18 лютого 2018, м. Сміла, Черкаська область) — українська громадська діячка, багатолітня членкиня ОУН, станична ОУН, ув'язнена радянських концтаборів, членкиня Всеукраїнського товариства політичних в'язнів і репресованих. Лицарка ордена княгині Ольги III ступеня.

## Життєпис
Народилася 21 липня 1925 року в селі Кривеньке, тепер Чортківського району Тернопільської області.
Батько Степан Ластівка був січовим стрільцем. В боях під селищем Мотовилівка отримав важке поранення. Після поразки Української революції він довго лікувався, тож Марія виростала з мамою, дідусем і бабусею, свідомими українцями. Мати Євдокія Ластівка входила до товариства «Просвіта».
З 8 років Марія допомагала односельцям рятувати людей, які тікали від Голодомору 1932—1933 (село Кривеньке розташоване за 5 км від кордону між СССР і Польщею, що проходив по річці Збручу). З 13 років Марія Вівчарик - членкиня Товариства «Луг», з грудня 1941 р. — склала присягу і стала членкинею ОУН.  Зв'язкова, а з травня 1944 р. обрана станичною. За дорученням організації ОУН працювала секретаркою сільради села Кривеньке, надавала важливу інформацію українському підпіллю.18 грудня 1945 р. заарештована КДБ. В лютому 1946 р., після катувань, військовий трибунал у Чорткові засудив її на 10 років концтаборів і 5 років позбавлення прав. З квітня 1946 р. відбудовувала затоплені шахти Донбасу. У листопаді вивезена в Комі АРСР в зловісний «Мінлаг» у місті Інті, де працювала на різних важких роботах (переважно земляних). Була звільнена в жовтні 1954 р. і відправлена на поселення в Інту.
Чоловік: Ілля Гаврилович Вівчарик (псевдо "Середа"). Учасник бойових дій у Другій світовій війні, активний член українського підпілля. Заарештований за протидію радянській владі у 1945 році. Відбував покарання в місті Інті, де одружився з М. Вівчарик. У 1969 р. сім'я повернулася в Україну, у Смілу Черкаської області, бо в Західній Україні жити не дозволяли.
Марія Вівчарик була серед засновників міських організацій Народного руху в Україні, Товариства політв'язнів і репресованих, Товариства української мови ім. Тараса Шевченка, Конгресу українських націоналістів. Останнім часом її знали і як активістку громадської організації «Територія гідності», мала  посвідчення № 1, яке залишатиметься за нею навічно. Виростила двох синів — Богдана (військовий) й Олександра (журналіста, члена Історичного клубу «Холодний Яр»), двох онуків — Назарія і Василинку, правнучку Зоряну.
Була активною волонтеркою, постійно допомагала бійцям на фронті. За заслуги перед Україною була нагороджена — орденом Княгині Ольги і відзнакою «Холодний Яр».
Померла 18млютого 2018 року у Смілі. Чин поховання Марії Вівчарик провели в новозбудованій церкві Різдва Івана Хрестителя (ПЦУ), відбудові якою вона присвятила багато років свого життя.